# Naganagani
Naganagani war eine burkinische Fluggesellschaft mit Sitz in Ouagadougou, die 1984 gegründet wurde.

## Geschichte
Die Fluggesellschaft wurde 1984 gegründet und flog Fracht durch fast ganz Afrika. Sie wurde jedoch 1992 wieder aufgelöst.

## Flotte
- 2 Boeing 707-300